# Ronnie Schöb
Ronnie Schöb (* 3. Januar 1962 in Oberstdorf) ist seit dem 1. April 2007 Professor für Volkswirtschaftslehre an der Freien Universität Berlin und Inhaber des Lehrstuhls für Finanzwissenschaft mit dem Schwerpunkt internationale Finanzpolitik. In seiner Forschung beschäftigt er sich mit den Rückwirkungen des Steuer-Transfersystems auf den Arbeitsmarkt, sozialpolitischen Fragen und der Ausgestaltung des Sozialstaats, sowie der Lebenszufriedenheitsforschung.

## Biografie
Schöb studierte Volkswirtschaftslehre an der Ludwig-Maximilians-Universität München, wo er 1994 seine Promotion und 2000 seine Habilitation abschloss. Er war von 2002 bis 2007 Inhaber des Lehrstuhls für Finanzwissenschaften an der Otto-von-Guericke-Universität Magdeburg. Dort hat er zusammen mit seinem Kollegen Joachim Weimann 2002 mit der „Magdeburger Alternative“ einen Vorschlag zur Senkung der Arbeitslosigkeit erarbeitet. 2007 wechselte er an die Freie Universität Berlin, wo er von 2010 bis 2013 Dekan des Fachbereichs Wirtschaftswissenschaft war. Seit 2008 hält er zudem eine Forschungsprofessur am ifo-Institut Dresden. Schöb ist seit 2013 Mitherausgeber der ältesten finanzwissenschaftlichen Fachzeitschrift FinanzArchiv und seit 2015 Mitglied des Wissenschaftlichen Beirats beim Bundesfinanzministerium. 2020 legte er mit der „Solidarischen Grundsicherung“ einen Vorschlag zu einer umfassenden Reform der deutschen Grundsicherung vor.

## Mitgliedschaften
- Mitglied im Wissenschaftlichen Beirat beim Bundesfinanzministerium (seit 2015)
- Mitglied des Expert Advisory Board des Mercator Research Institute on Global Commons and Climate Change (MCC; seit 2012)
- DFG Fachkollegiat FK 112 Wirtschaftswissenschaften, zuständig für das Fach Finanzwissenschaft, 2008–2015
- Mitglied des Erweiterten Vorstands des Vereins für Socialpolitik (2003–2006, 2008 – 2009, seit 2011)
- Finanzwissenschaftlicher Ausschuss des Vereins für Socialpolitik (seit 2002); Ausschussvorsitzender 2013 – 2017
- Sozialpolitischer Ausschuss des Vereins für Socialpolitik (seit 2008)
- CESifo Research Fellow
- FiFo Policy-Fellow

## Auszeichnungen
Schöb ist Autor zahlreicher internationaler Fachpublikationen. Seine Forschungsarbeiten wurden mehrfach ausgezeichnet. So erhielt er zusammen mit seinem Kollegen Joachim Weimann den Forschungspreis der IHK Magdeburg (2004) und den Woitschach-Forschungspreis für ideologiefreie Wissenschaft für herausragende wissenschaftliche Arbeiten (2006) für die „Magdeburger Alternative“ und den Schmölders-Preis für Verhaltensforschung im Wirtschaftsleben des Sozialwissenschaftlichen Ausschusses des Vereins für Socialpolitik (2013) für den gemeinsam mit Andreas Knabe, Steffen Rätzel und Joachim Weimann verfassten Aufsatz Dissatisfied with life, but having a good day: time-use and well-being of the unemployed.